# Alberta Brianti
Alberta Brianti (San Secondo Parmense, 1980. április 5. –) olasz hivatásos teniszezőnő. 2000 óta versenyez a profik között. Egyéniben egy, párosban két WTA-tornát nyert eddig. Az egyéni győzelmet 2011 áprilisában érte el a marokkói Fezben. Emellett kilenc egyéni és tizenegy páros ITF-tornát nyert meg. Legjobb egyéni világranglista-helyezése az ötvenötödik volt, ezt 2011 júniusában érte el.

## Pályafutása
Hatévesen ismerkedett meg a tenisszel, tizenöt esztendősen indult el az első ITF-tornáján. Első egyéni WTA-döntőjét 2009-ben játszotta Kantonban, a döntőben Sahar Peértől szenvedett vereséget. Ugyanebben az évben került be először a legjobb százba a világranglistán.
Eddigi egyetlen egyéni WTA-győzelmét 2011. április 24-én aratta Fezben, ahol a döntőben a román Simona Halepet győzte le 6–4, 6–3-ra. Páros WTA-győzelmeit 2007-ben szerezte Kalkuttában, Marija Koritcevával az oldalán, valamint 2011-ben Dallasban, Sorana Cîrstea partnereként. Célja, hogy bekerüljön a legjobb ötvenbe.

## Eredményei Grand Slam-tornákon

### Egyéniben
| Grand Slam | Australian Open | Australian Open | Roland Garros | Roland Garros   | Wimbledon | Wimbledon       | US Open   | US Open         |
| Év         | Eredmény        | Utolsó ellenfél | Eredmény      | Utolsó ellenfél | Eredmény  | Utolsó ellenfél | Eredmény  | Utolsó ellenfél |
| 2006       | –               | –               | 1. kör        | A. Rezaï        | Selejtező | Selejtező       | Selejtező | Selejtező       |
| 2007       | 1. kör          | L. Šafářová     | 1. kör        | Sz. Mirza       | 1. kör    | Morigami A.     | 1. kör    | M. Krajicek     |
| 2008       | Selejtező       | Selejtező       | –             | –               | Selejtező | Selejtező       | Selejtező | Selejtező       |
| 2009       | 2. kör          | A. Ivanović     | Selejtező     | Selejtező       | 1. kör    | T. Garbin       | 1. kör    | S. Vögele       |
| 2010       | 3. kör          | S. Stosur       | 1. kör        | V. Zvonarjova   | 2. kör    | A. Radwańska    | 1. kör    | P. Parmentier   |
| 2011       | 2. kör          | D. Cibulková    | 1. kör        | R. Vinci        | 1. kör    | M. Kirilenko    | 1. kör    | C. Vandeweghe   |
| 2012       | 2. kör          | Ny. Bratcsikova | 1. kör        | V. Azaranka     | 1. kör    | J. Makarova     | Selejtező | Selejtező       |

## WTA-döntői

### Egyéni

#### Győzelmei (1)
| Összesítés           |                        |
| Grand Slam-torna (0) |                        |
| Tier I (0)           | Premier Mandatory* (0) |
| Tier II (0)          | Premier Five* (0)      |
| Tier III (0)         | Premier* (0)           |
| Tier IV (0)          | International* (1)     |
| Tier V (0)           | Challenger* (0)        |

* 2009-től megváltozott a tornák rendszere. Challenger tornákat 2012-től rendeznek.
 Az egymás mellett azonos színnel jelölt tornatípusok között nincs teljes mértékű megfelelés.
|    | Dátum             | Torna                                            | Borítás | Ellenfél a döntőben | Eredmény a döntőben |
| 1. | 2011. április 24. | Grand Prix de SAR La Princesse Lalla Meryem, Fez | Salak   | Simona Halep        | 6–4, 6–3            |

#### Elveszített döntői (1)
| No. | Dátum                | Helyszín                                     | Borítás | Ellenfél a döntőben | Eredmény a döntőben |
| 1.  | 2009. szeptember 20. | Guangzhou International Women’s Open, Kanton | Kemény  | Sahar Peér          | 3–6, 4–6            |

### Páros

#### Győzelmei (2)
| Összesítés           |                        |
| Grand Slam-torna (0) |                        |
| Tier I (0)           | Premier Mandatory* (0) |
| Tier II (0)          | Premier Five* (0)      |
| Tier III (0)         | Premier* (0)           |
| Tier IV (0)          | International* (2)     |
| Tier V (0)           | Challenger* (0)        |

* 2009-től megváltozott a tornák rendszere. Challenger tornákat 2012-től rendeznek.
 Az egymás mellett azonos színnel jelölt tornatípusok között nincs teljes mértékű megfelelés.
|    | Dátum               | Torna                                        | Borítás | Partner        | Ellenfelek a döntőben           | Eredmény a döntőben |
| 1. | 2010. július 17.    | Internazionali Femminili di Palermo, Palermo | Salak   | Sara Errani    | Jill Craybas Julia Görges       | 6–4, 6–1            |
| 2. | 2011. augusztus 27. | Texas Tennis Open, Dallas                    | Kemény  | Sorana Cîrstea | Alizé Cornet Pauline Parmentier | 7–5, 6–3            |

#### Elveszített döntői (2)
|    | Dátum                | Torna                   | Borítás | Partner          | Ellenfelek a döntőben               | Eredmény a döntőben | Eredmény a döntőben |
| 1. | 2007. szeptember 23. | Sunfeast Open, Kalkutta | Kemény  | Marija Koritceva | Vania King Alla Kudrjavceva         | 1–6, 4–6            |                     |
| 1. | 2012. július 28.     | Baku Cup, Bakı          | Kemény  | Eva Birnerová    | Irina Burjacsok Valerija Szolovjeva | 3–6, 2–6            | (részletek)         |

## Év végi világranglista-helyezései
| Év       | 1996 | 1997 | 1998 | 1999 | 2000 | 2001 | 2002 | 2003 | 2004 | 2005 | 2006 | 2007 | 2008 | 2009 | 2010 | 2011 |
| Helyezés | 982. | 801. | 649. | 814. | 368. | 283. | 386. | 300. | 331. | 295. | 106. | 144. | 173. | 74.  | 92.  | 71.  |